# Nissan Cima
La Nissan Cima è un'autovettura di alta gamma prodotta dalla casa automobilistica giapponese Nissan Motor dal 1988 al 2010 e dal 2012 al 2022 in cinque generazioni. Disponibile solo con carrozzeria berlina quattro porte, era a trazione posteriore o integrale, e a motore anteriore. In origine, la Nissan Cima era la variante più lunga e più larga della Nissan Cedric e della Nissan Gloria. Successivamente le fu dato un proprio pianale.

## La prima serie (FY31): 1988-1991

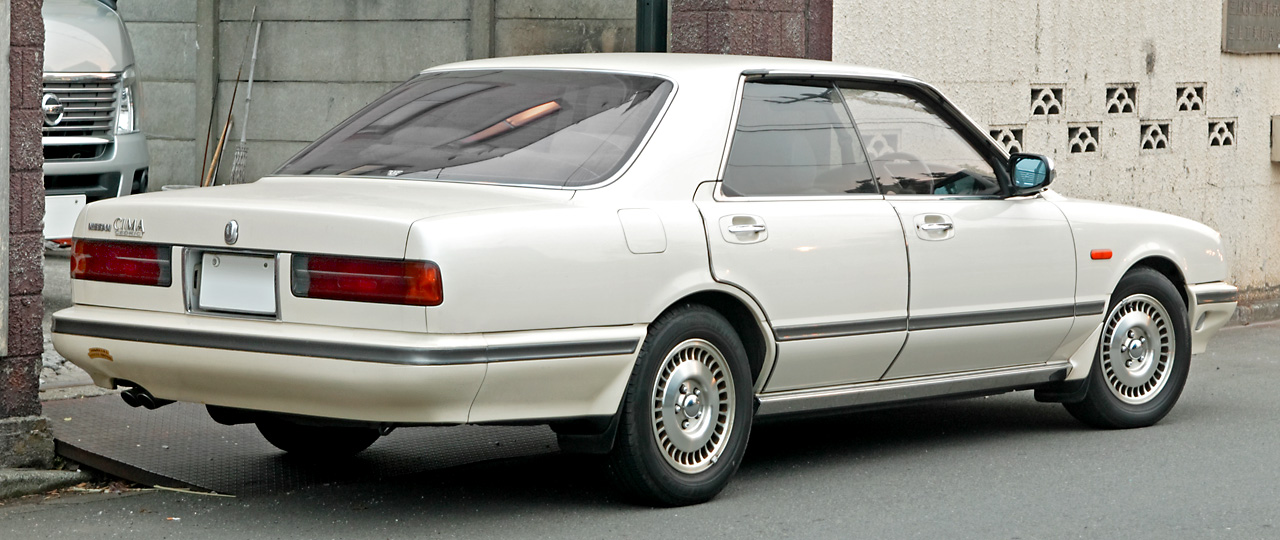
Il retro di una Nissan Cima prima serie

Fino al 1989, i limiti massimi di 4.700 mm di lunghezza, 1.695 mm di larghezza e due litri di cilindrata erano comuni per i modelli di fascia media in Giappone per motivi fiscali. Sia la Nissan Cedric che la Nissan Gloria, così come la loro rivale Toyota Crown, rientravano in questi limiti. Quando circolarono voci secondo cui Toyota stava sviluppando un modello più lungo e più largo basato sulla Crown (in seguito chiamato Toyota Crown Majesta), Nissan rispose decidendo di introdurre la Cima.
Il cambio era automatico a quattro marce. La motorizzazione offerta era composta da un propulsore V6 da 3 L di cilindrata e 200 CV di potenza e da un motore V6 sovralimentato da 3 L e 252 CV. Era a trazione posteriore e a motore anteriore. 

## La seconda serie (Y32): 1991-1996

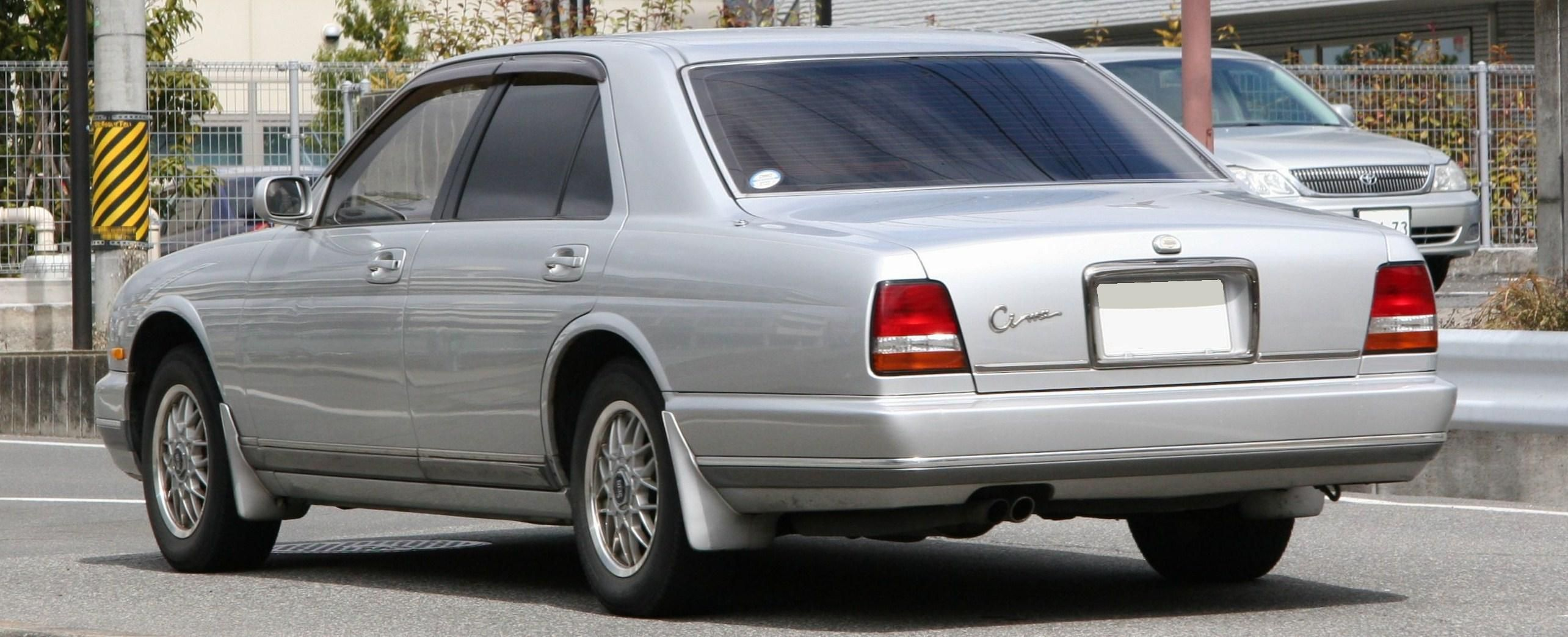
Il retro di una Nissan Cima seconda serie

La seconda generazione della Nissan Cima fu lanciata sui mercati nell'agosto 1991. Per quanto riguarda il design, vennero meno gli eco sportivi che caratterizzavano la prima generazione. Il cambio era automatico a quattro marce. La motorizzazione offerta era composta da un propulsore V6 sovralimentato da 3 L di cilindrata e 252 CV di potenza e da un motore V8 da 4,1 L e 266 CV.
Era a trazione posteriore e a motore anteriore. Nel 1991 è stata introdotta una sospensione attiva idraulica assistita da computer. Dall'autunno 1992 la Cima era disponibile anche con trazione integrale e sterzo integrale agente sulle quattro ruote.

## La terza serie (FY33): 1996-2001

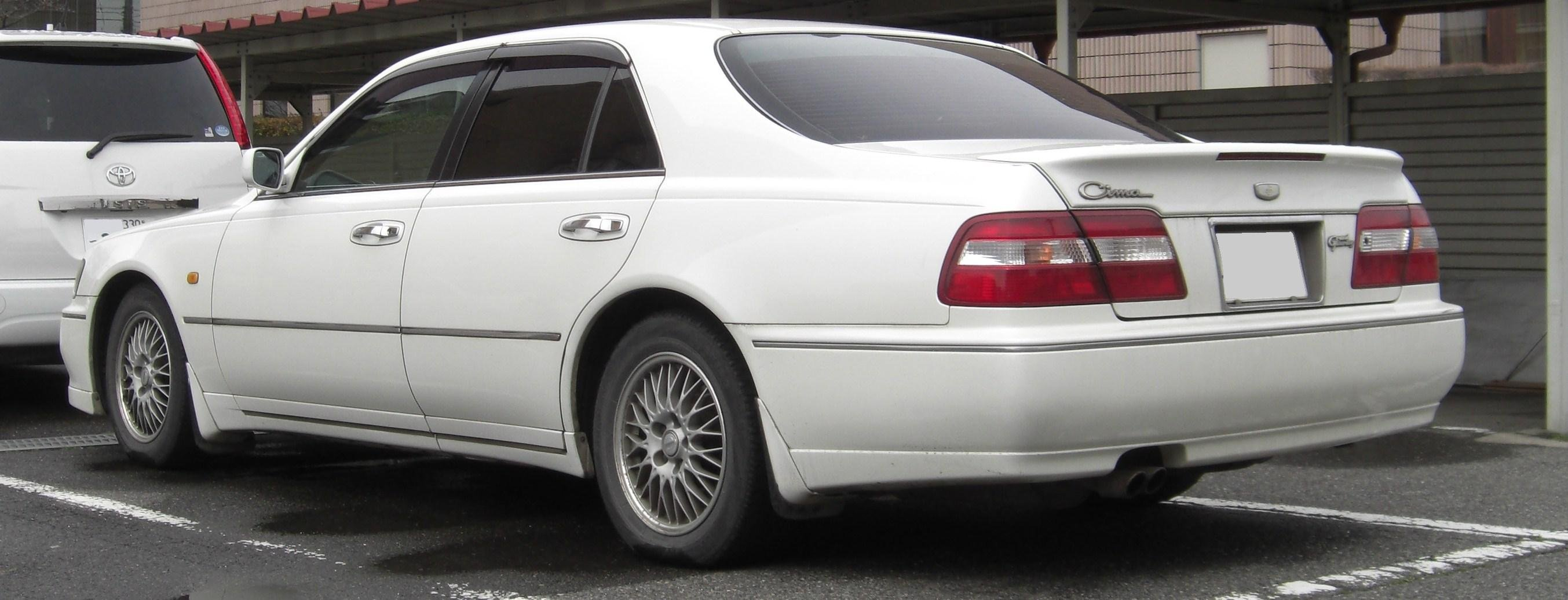
Il retro di una Nissan Cima terza serie

La terza generazione Cima debuttò nel giugno 1996 con un design esteriore completamente nuovo. Negli Stati Uniti fu venduta con la denominazione di Infiniti Q45. Nel 1998 è stato introdotto come optional il cruise control adattivo a infrarossi. Il cambio era automatico a quattro marce. 
La motorizzazione offerta era composta da un propulsore V6 sovralimentato da 3 L di cilindrata e 252 CV di potenza e da un motore V8 da 4,1 L e 266 CV. Era a trazione posteriore o integrale, e a motore anteriore. 

## La quarta serie (F50): 2001-2010

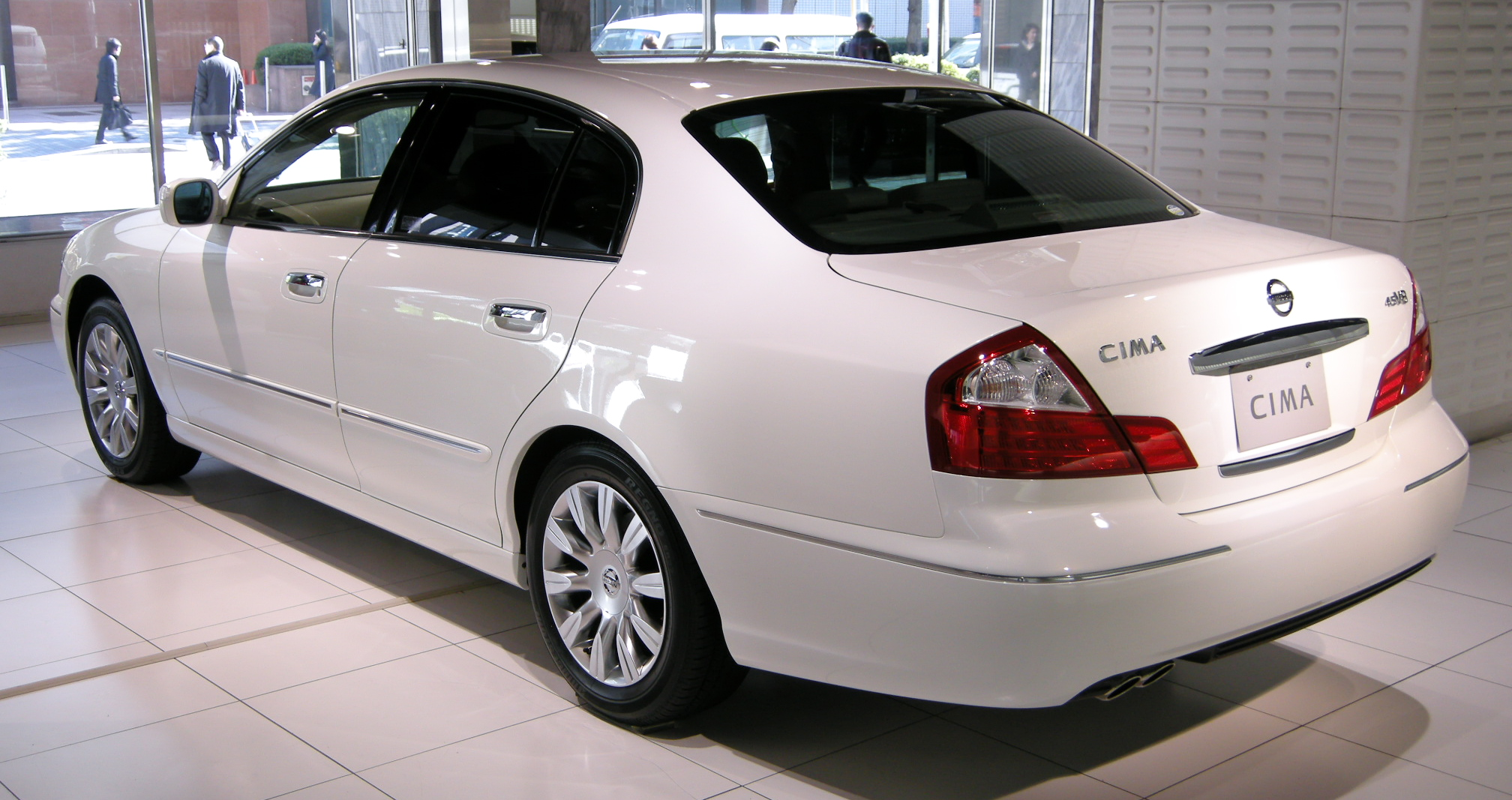
Il retro di una Nissan Cima quarta serie

Nel gennaio 2001 la Nissan ha introdotto la quarta generazione della Cima, che si basava sulla piattaforma rivista della generazione precedente. Tuttavia la nuova generazione di Cima fu rivista sia nel design esterno che in quello interno. Una caratteristica particolare della quarta generazione della Cima erano i fanali anteriori, ciascuno dei quali era costituito da sette riflettori.
Il cambio era automatico a quattro o cinque marce. La motorizzazione offerta era composta da un propulsore V6 sovralimentato da 3 L di cilindrata e 252 CV di potenza e da un motore V8 da 4,5 L e 276 CV. Era a trazione posteriore o integrale, e a motore anteriore. 

## La quinta serie (Y51): 2012-2022

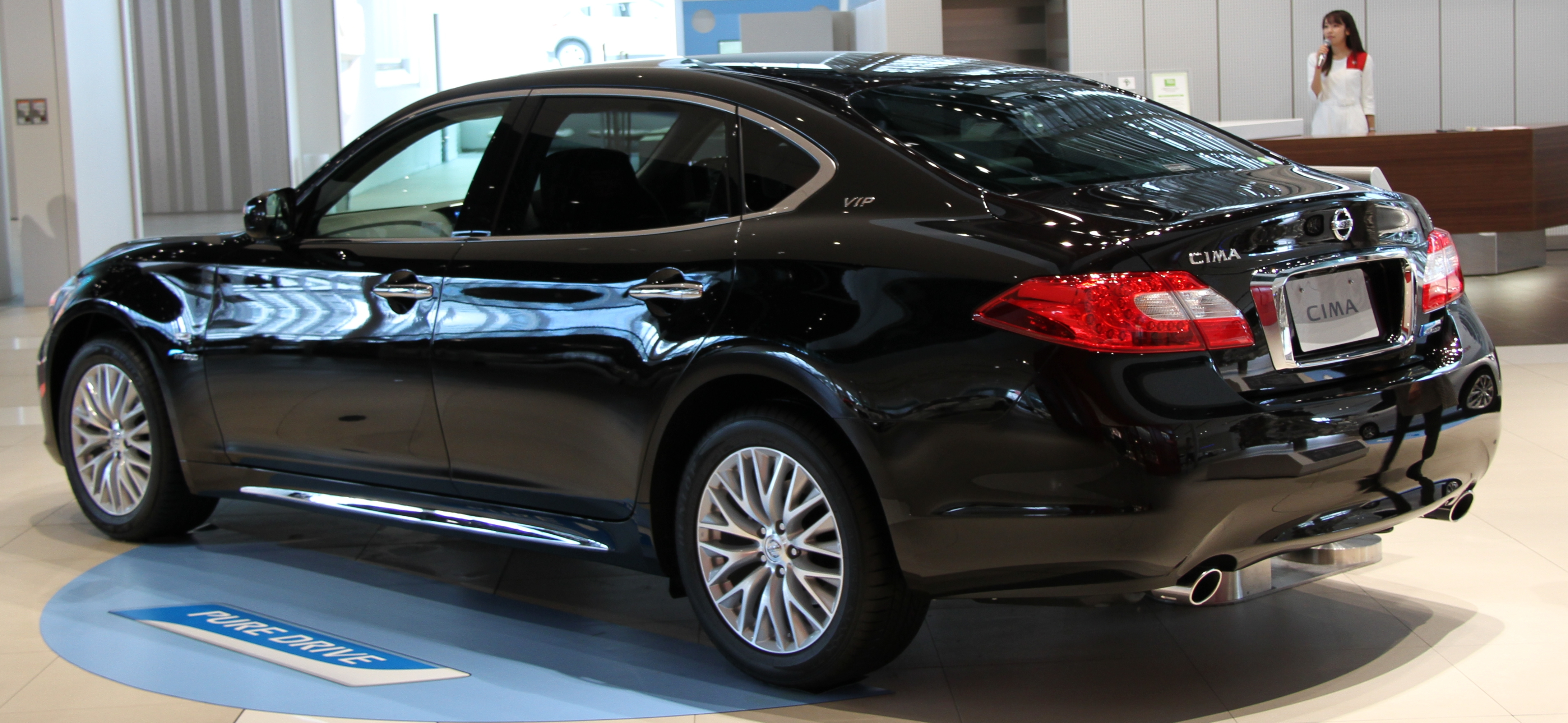
Il retro di una Nissan Cima quinta serie

Da maggio 2012 la Nissan ha lanciato sui mercati la quinta e ultima generazione della Cima. Essa era la versione a passo lungo della Nissan Fuga Hybrid. Dal 2012 e il 2016 il modello è stato prodotto anche con il nome di Mitsubishi Dignity tramite il cosiddetto badge engineering.
Il cambio era automatico a doppia frizione a sette marce. La motorizzazione offerta era composta da un propulsore a scoppio V6 ibrido da 3,5 L di cilindrata e 311 CV di potenza, integrato da un motore elettrico avente una potenza massima di 67 CV.